# Conca de l'Ebre

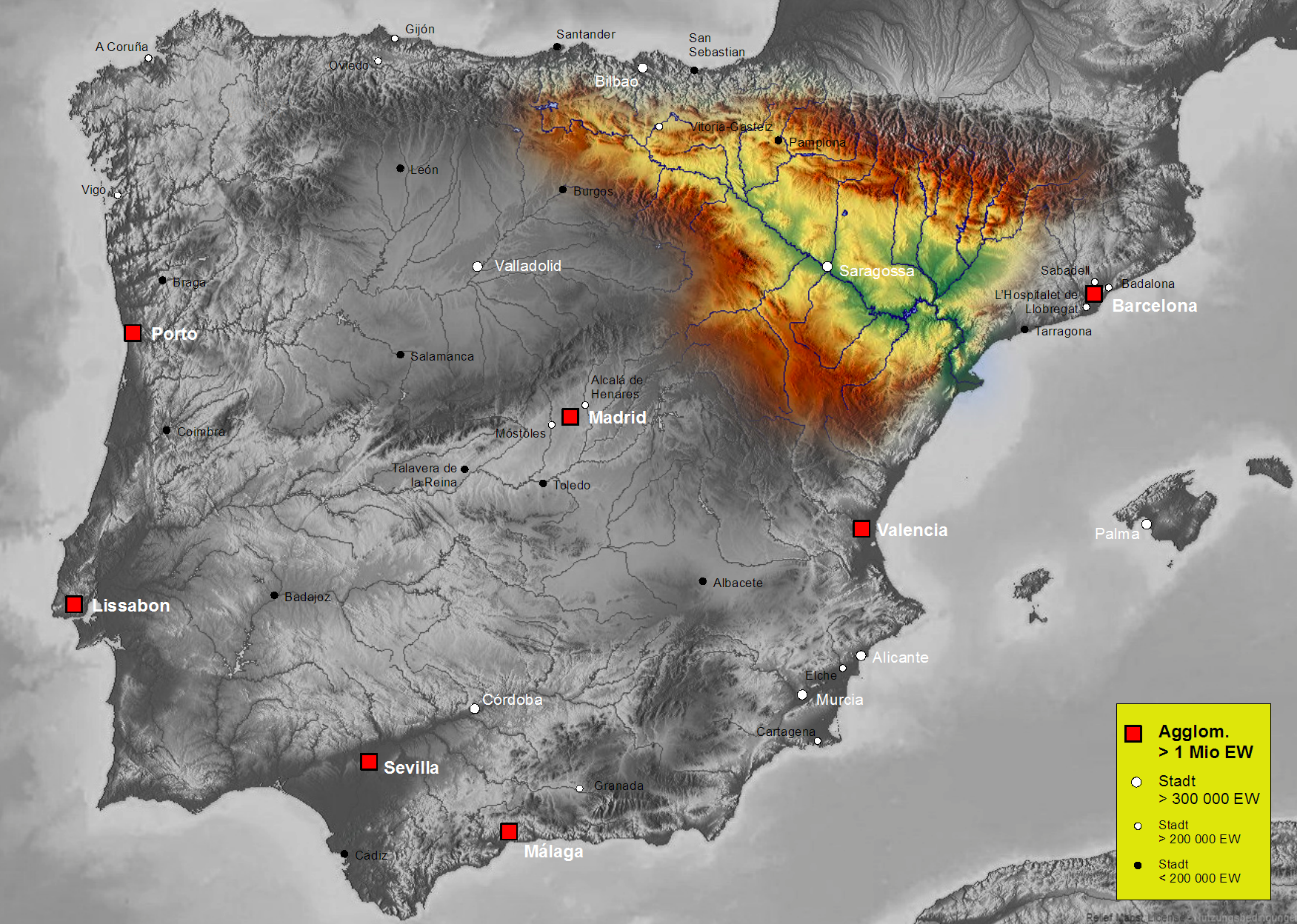
Mapa físic de la conca de l'Ebre.

Principals rius i embassaments de la conca de l'Ebre

La conca hidrogràfica de l'Ebre és la conca hidrogràfica del riu homònim que discorre pel nord-est de la península Ibèrica, des de la serra d'Híjar per desembocar al delta de l'Ebre. Té una superfície d'uns 85.000 km². La major part de les precipitacions que recull provenen del seu vessant Pirinenc, al nord.

## Generalitats
S'estén d'oest a est pel nord de Castella (Cantàbria, Palència, Burgos, Sòria, la Rioja i Guadalajara), sud del País Basc (Àlaba, Biscaia i Navarra), Aragó i oest i nord dels Països Catalans, desembocant al mar Mediterrani. En el seu límit nord estan els Pirineus, a l'est limita amb les serralades costaneres, i, al sud i oest, amb el sistema ibèric. En la depressió central té una altura mitjana de 200 metres sobre el nivell del mar, la qual cosa destaca amb les grans elevacions que l'envolten (màxima de 3404 m al pic Aneto). A la desembocadura del riu està el delta de l'Ebre, un espai protegit amb el parc natural del Delta de l'Ebre. Té dipòsits de conglomerats i evaporites marins i continentals, de gran grossor en els vorells muntanyencs i de menor espessor al centre de la depressió: gres, marga, guix, sal i calcària. Aquests dipòsits formen la conca sedimentària de l'Ebre. La conca està situada sobre el llit d'un antic mar, posteriorment convertit en llac, que intermitentment separava la península ibèrica d'Europa.
La conca conté, segons dades del padró de 1998, a 2.767.103 persones amb una densitat mitjana de 32,3 hab./km², la meitat de la nacional. Es tracta doncs d'un territori despoblat en el context nacional no aconseguint ni la meitat de la densitat de població espanyola, que és de 78,6 hab./km².
A la part més alta del seu curs, corresponent al vall de l'Híjar la vegetació associada són pastures, fagedes i rouredes, plantes que necessiten molta humitat. A la depressió central, el clima és relativament continental i, per tant, més sec i extrem en temperatura; i finalment quan sobrepassa les serralades costaneres el clima és mediterrani pur.
A la península Ibèrica no es troba un altre riu amb major diversitat de flora en les seves ribes pels diferents climes i paisatges pels quals passa des del seu naixement amb clima atlàntic de muntanya fins a la seva desembocadura en el delta de clima mediterrani.

## Conca sedimentària de l'Ebre
Fins fa 37 milions d'anys, la conca sedimentària de l'Ebre era un mar interior envoltat per les serralades pirinenques, ibèriques i costaneres. D'aquestes serralades la més jove és la pirinenca, que ha sofert major compressió tectònica i té per tant major altitud i relleu. Les altres no obstant això són més arrodonides a causa de l'erosió.
La conca sedimentària és una acumulació de sediments d'edat majoritàriament Terciària provinents de les cadenes muntanyenques circumdants: Pirineus, serralada Ibèrica i serralada costanera. La conca es va formar com a resultat de l'acumulació de sediments marins, detrítics i evaporítics a l'espai comprès entre aquestes cadenes.
La presència d'un mar interior està registrada per fòssils marins en zones com Ricla, a la província de Saragossa, i Yebra de Basa, a la província d'Osca o pels dipòsits salins que es troben en zones com a Remolinos a la riba de l'Ebre. Fa 37 milions d'anys, aquest mar va quedar desconnectat de l'oceà a causa d'aixecaments tectònics a la zona actual de la Rioja en algun moment entre el Neogen i el Pliocè i va donar lloc a una enorme conca lacustre evaporítica endorreica, sense sortida fluvial. Els llacs residuals d'aquest període són per exemple les llacunes endorreiques que encara persisteixen a Gallocanta, Sariñena o les del Baix Aragó. Fins fa 6 milions d'anys, estava molt estesa una flora d'aiguamolls halofils i freatofits, caracteritzada per herbes halofiles, com la puccinella en les planes i plantes de majors, herbes vivaces anuals o vegetació perenne, matolls, rarament arbustos i arbres: tarayares, fruticedes, juniperacees... D'aquesta flora dominant, queden enclavaments salins que són autèntics paisatges del Miocè. Els terrenys de sòl salí o salitre eren molt extensos cobrint bona part de la superfície i creant espais aïllats protectors. A les zones entollades a l'hivern, i amb crosta salina a l'estiu es trobaven bryophytaes, chenopodiaceaes, plumbaginaceaes, ruppiaceaes, carex, lythraceaes, asteraceaes... Dominaven els almarjos, plantes de tiges carnoses i articulades els sucs cel·lulars dels quals presenten altes concentracions de sal. Petits vegetals com els coralets, també estaven presents, i quan disminuïa la concentració salina apareixien les jonqueres, les insulses, les farigoles, les escorçoneres, els saladines, els pelargonis o les semprevives que excreten sal i la dipositen en l'exterior de les seves tiges i fulles. En les elevacions menys salines hi havia jonqueres i albardines, i poblacions d'estepes i artemises. Comptant a més amb d'una gran fauna d'invertebrats, entre els quals destacaven toxines, mol·luscs, els crustacis: gambetes, tortuguetes, anostracis, cladòcers, etc. que formaven la base alimentària de poblacions nidificants d'aus com anàtids, flamencs i grues.

Esquema de la formació de l'alabastre, una forma del guix (sulfat de calci dihidratat).

Es tracta d'una conca d'avantpaís atípica perquè a l'etapa marina de subsidencia, deguda a l'apilament dels Pirineus, va seguir un període de desconnexió de l'oceà a causa de la clausura de la connexió amb l'Atlàntic a la zona de Guipúscoa, a causa del seu aixecament tectònic. Aquest període de sedimentació continental es va caracteritzar per la deposició d'evaporites (p.e., guixos) en llacs centrals que denoten el caràcter endorreic que va tenir llavors la conca. Aquesta situació anòmala de la conca va durar fins a un moment encara indeterminat (entre 13 i 4 milions d'anys enrere) que els llacs, que havien aconseguit una altitud diversos centenars de metres sobre el nivell del mar a causa de l'acumulació dels sediments, van trobar una sortida a les seves aigües a través de la serralada costanera i el gran llac va començar a desguassar al mar Mediterrani. S'observa així com el pas dels mil·lennis i l'erosió ha dissenyat l'actual conca de l'Ebre, en el Pliocè la vegetació aiguamoll salina va començar a retrocedir quedant espècies relictes actualment amenaçades per l'agricultura.
A causa de l'altitud de la conca i la curta distància al mar hi ha poques desenes de quilòmetres. Les aigües abocades en època de pluges van produir en poc temps una incisió fluvial suficient per baixar el nivell del sistema lacustre de la conca i permetre el pas a una etapa d'incisió dels sediments dipositats. A partir d'aquest període es va formar el Delta de l'Ebre, la part visible sobre el nivell del mar és mínima. El volum actual de sediments terciaris en la Conca de l'Ebre és d'uns 70.000 km³, mentre que abans de la incisió va haver d'arribar a uns 120.000 km³. La diferència entre ambdues quantitats es troba actualment en el Golf de València, Mediterrani Occidental.
En formes del relleu com aquesta, un factor clau en la seva formació és l'orogènesi, en aquest cas l'orogènia Alpina, del Paleogen. Durant tot el Mesozoic la zona va estar coberta per l'aigua del mar. L'orogènesi alpina va elevar el terreny des dels 200 metres de profunditat fins als 800 metres actuals.
Aquestes conques sedimentàries es formen en escales de temps d'entre milions i centenars de milions d'anys. A causa del pes de l'orogènesi sobre la litosfera terrestre, la regió de l'avantpaís s'enfonsa isostàticament i genera l'espai necessari (conca) per atrapar els sediments aportats principalment per rius des del orogènesi. Les roques originàries del Carbonífer, daten aproximadament d'uns 300 milions anys.
En principi el fons del mar era una plana, però les pluges i la litologia, roques toves, han estat els dos factors que han influït en aquesta forma de relleu.
El nucli principal d'aquesta unitat geogràfica és l'àmplia vall formada per les terrasses de l'Ebre i d'altres rius afluents. Són paisatges d'extrema aridesa, no només per l'escassa precipitació, sinó també per la influència del vent i la litologia del terreny. Als Monegros, Bardenas o Calanda apareix el desert.
El fons del mar, convertit després en llac possiblement salí, va ser transformant en una zona de maresmes i pantans a mesura que s'obrien nous canons i barrancs que anaven drenant cada vegada més superfície de la vall. Amb aquesta dessecació es produïen canvis en la vegetació i en els ecosistemes fins a arribar a l'actual.
Al nord i al sud de la vall de l'Ebre s'aixequen petites plataformes com Alcubierre (822 m), La Muela (627 m) i Muntanyes de Castejon (744 m). D'aquests "queixals" arrenquen extensos peus de muntanya seccionats per una xarxa de drenatge esporàdica.
De vegades forma valls amb fons pla. Es caracteritzen per ser valls petites de fons pla i amb pujols als costats. No solen tenir rius, encara que sí regueres o torrents, és a dir rius temporals.
Altres vegades, són valls amb barrancs que fan aflorar terrens guixencs o salins.
Els rius que des dels Pirineus pel costat nord i el sistema Ibèric pel costat sud, havien excavat valls perpendiculars a les serres, prenen direcció est-oest formant depressions paral·leles a l'alineació principal de la serralada. Aquestes depressions intermèdies, encara que no tenen continuïtat entre si, assemblen una gran vall de materials tous: flys Eocè, marga, etc. que uniria per exemple, pel costat nord, camp amb la depressió de Jaca i la Canal de Berdún si no anés tallat a mig camí per les serres de San Juan de La Peña i Oroel.
Més al sud, donant pas al Somontano i mirant ja a la vall, apareix el Prepirineu: petites serres formades per calcàries que van ser baixant des de les zones més septentrionals del Pirineus per efecte de l'orogènesi alpina. La serra de Guara, amb 2.077 m, destaca entre aquestes serres tallades per profunds canons oberts pels rius que, cabalosos i ràpids, busquen l'Ebre.
Les vores de la conca estan formats per materials detrítics procedents de les serres i la seva part central per materials de guix i evaporítics produïts en dessecar-se el mar interior que fa milions d'anys era la vall.
Conté molts elements geològics notables: les salades d'Alcañíz i de Sástago-Bujaraloz, les estepes de Belchite o les Bardenas, els paleocanals exhumats d'Alcanyís o Casp, les mines de sal de Remolinos o els Mallos de Riglos són alguns exemples per destacar.
La conca està constituïda per diversos aqüífers que s'agrupen en la seva majoria en corrents d'aigües subterrànies que desguassen cap a l'Ebre. Existint les esmentades conques endorreiques dels antics llacs residuals o llacunes endorreiques.
Les roques sedimentàries, es disposen en forma de capes anomenades estrats. Els estrats poden presentar-se horitzontals o plegats. En la majoria de la vall són horitzontals, això ens indica que no han sofert canvis en els últims 20 milions d'anys. En el cas que estiguessin plegats ja es podria parlar de tectònica. Són roques sedimentàries, perquè es veuen els estrats. Hi ha unes que ressalten més (gres) i altres menys (lutites i pissarres). Les que més ressalten és perquè són més dures. Les altres han sofert un metamorfisme de baix grau, hi ha argiles que segueixen sent-ho i unes altres que s'han convertit en pissarra.
La zona va estar intermitentment negada pel mar, en el carbonífer va haver-hi una vall ampla erosionada per un riu. Les roques originàries del Carbonífer, daten aproximadament d'uns 300 milions anys.
Durant tot el Mesozoic la zona va estar coberta per l'aigua del mar. L'orogènia alpina, que va formar els Pirineus, va elevar el terreny des dels 200 metres de profunditat fins als 800 metres actuals.
Les dolomies, roques sedimentàries per precipitació marina. Estan datades en el Triàsic Mitjà.
Durant el Triàsic Inferior el gres es diposita en els deltes dels rius. Posteriorment un enfonsament va formar un mar poc profund, en el qual es van dipositar les calcàries.
Va ser en el Juràsic, en aquest mar succint, on es van formar les calcàries, roques sedimentàries de precipitació química. Es denominen calcàries massives perquè no es veuen els estrats, ja que aquests tenen uns 30 metres d'espessor. Es van formar en la plataforma continental entre els 0 i els 200 metres de profunditat. Quan es van dipositar en el mar de la conca de l'Ebre, eren toves, semblants als fangs. En el Cretaci altres roques es van dipositar damunt, es van litificar mitjançant un procés físic, el de compactació. Per tant, hi ha calcàries del Juràsic i del Cretaci, formades fa 180 milions d'anys.
En un altre relleu es troba gres, conglomerat i lutita de l'Oligocè.
Al Miocè es van dipositar més roques sedimentàries. Això es dedueix per l'existència d'estrats. En concret són argiles calcàries amb guix. En canvi els sediments: sorres, argiles i grava, són molt més moderns, són del Quaternari.